# Fernando de la Rúa
Fernando de la Rúa (n. 15 septembrie 1937, Córdoba, Argentina, Provincia Córdoba, Argentina – d. 9 iulie 2019, Loma Verde⁠(d), Buenos Aires, Argentina) a fost un politician argentinian, președinte al Argentinei între 10 decembrie 1999 și 21 decembrie 2001. De la Rúa s-a născut în Córdoba; a intrat în politică după ce a absolvit studii de drept. A fost ales senator în 1973 și a candidat fără succes pentru funcția de vicepreședinte în același an. A fost reales senator în 1983 și 1993, precum și deputat în 1991. S-a opus fără succes pactului Olivos între președintele Carlos Menem și liderul partidului, Raúl Alfonsín, care a permis modificarea din 1994 a Constituției argentiniene și realegerea lui Menem în 1995. 
De la Rúa a fost primul șef al guvernului din Buenos Aires ales prin vot popular, o modificare introdusă prin schimbarea Constituției. Sub conducerea sa a fost extins metroul din Buenos Aires, când s-au adăugat noi stații la Linia D, a început extinderea Liniei B și s-a înființat Linia H. A înființat Roberto Goyeneche Avenue și prima pistă de biciclete a orașului. 
În 1999 De la Rúa a fost ales președinte al Argentinei, funcție din care a demisionat la 20 decembrie 2001, ca urmare a manifestațiilor de stradă cauzate de criza economică în care se afla țara. 

## Legături externe
- es Biography and tenure by CIDOB